# Hunger (personaggio)
(Milo Morbius nell'omonimo film)
Hunger, il cui suo vero è Loxias Crown, è un personaggio immaginario dei fumetti pubblicati dalla Marvel Comics, creato da Howard Mackie. Esordisce nel 1997 sulla testata Spider-Man (vol. 1). Il vampiro vivente è un supercriminale raffigurato solitamente come un nemico dell'Uomo Ragno e di Blade, e l'arcinemico di Morbius.

## Biografia del personaggio
Loxias Crown era un agente dell'Hydra dotato di un'armatura che manipola la forza oscura. Dopo aver ucciso il creatore dell'armatura, William Fields, Crown prende in ostaggio il personale e gli studenti dell'Empire State University per individuare gli appunti di Fields sulla tecnologia della sua armatura, ma viene sconfitto dall'Uomo Ragno e SHOC. Crown poi rapisce Morbius il vampiro vivente ad eseguire esperimenti al fianco della dottoressa Andrea Janson per Don Fortunato. Crown minacciò Peter Parker fino a quando Todd Fields (ora noto come Neil Aiken) non si arrese, teletrasportando i due ragazzi nella sua base segreta. Ma dopo che Testa di Martello uccise il suo amore e catturò i suoi tre ostaggi, Crown prese il dirigibile di HYDRA per vendicarsi. Ha combattuto sia l'Uomo Ragno che SHOC e si è preparato a sovraccaricare l'armatura di quest'ultimo per uccidere tutti, ma Morbius lo ha attaccato e prosciugato scomparendo nel processo.
Successivamente Crown visse nelle fogne di New York City come un "vampiro vivente" noto come Hunger, un sicario del senatore Stuart Ward. Ha rapito civili innocenti e il leader dei Morlock Callisto nella sua tana sotto le strade. Il Daily Bugle è andato a indagare, ma Hunger ha messo fuori combattimento Parker e ha preso in ostaggio Betty Brant. L'Uomo Ragno ha collaborato con Marrow per liberare i prigionieri, con grande fastidio di Hunger. Flash Thompson ha distratto Hunger, risultando nella sua sconfitta dall'Uomo Ragno e Marrow, ma fugge sotto forma di energia. Hunger, in seguito, attaccò un incontro clandestino tra Kingpin e Maggia, e ha trasformato un certo numero di gangster nel suo piccolo esercito di vampiri viventi. L'Uomo Ragno e Blade hanno rintracciato Hunger in una pianta Roxxon abbandonata, combattendo i due supereroi fino a quando non è fuggito dopo la morte della sua orda.

## Poteri e abilità
Inizialmente, Loxias Crown indossava un'armatura simile a SHOC che gli dava la capacità di incanalare energia negativa e esplosioni di energia di fuoco.
In quanto "vampiro vivente", la fame non possiede tutti i poteri di un vampiro soprannaturale, né è soggetto a tutte le limitazioni e debolezze tradizionali della stessa. Possiede una varietà di poteri sovrumani, alcuni dei quali sono simili ai vampiri soprannaturali all'interno dell'Universo Marvel, come la forza e la velocità sovrumane, oltre a sensi intensificati tra cui la visione notturna e l'eco-localizzazione. A causa della sua condizione da vampiro, Hunger è costretto a ingerire sangue fresco su una base regolare per sostenere la sua vita e la sua vitalità. Non possiede nessuna delle vulnerabilità mistiche a cui sono soggetti i vampiri soprannaturali, come l'aglio, l'acqua santa, i crocifissi, o l'argento. Ha una forte avversione alla luce solare, grazie alla sua pelle fotosensibile che gli permette una certa protezione dalle grandi scottature solari, in contrasto con i "veri" vampiri che ne vengono inceneriti, con il risultato che può muoversi alla luce del giorno, ma i suoi poteri sono diminuito e rimarrà all'ombra se le circostanze lo richiedono di essere attivo durante il giorno.

## Altri media

### Cinema
Hunger, con il nome di Lucien "Milo" Crown (noto anche come Milo Morbius), appare come antagonista principale nel film del Sony's Spider-Man Universe Morbius (2022), interpretato da Matt Smith. Milo è il fratello surrogato di Michael Morbius, essendosi incontrato sotto la cura del dottor Emil Nicholas poiché entrambi sono affetti da una rara malattia del sangue che ha impedito ai loro corpi di essere in grado di creare correttamente il sangue. La ricchezza della famiglia di Milo è la chiave per la ricerca di una cura di Morbius, ma provoca tragicamente il "pseudo-vampirismo" dal carattere misantropico, invidioso, squilibrato, infantile, vendicativo, crudele, violento e sanguinario, con Morbius che cerca di resistere alla sete di sangue risultante mentre Milo la abbraccia. Dopo che Milo uccide Nicholas e ferisce mortalmente la dottoressa Martine Bancroft, Morbius trattiene Milo con uno sciame di pipistrelli vampiri e lo uccide con un anticorpo vampiro, durante il loro ultimo scontro. Alla fine, Milo sembra perdonarsi veramente a Michael per le sue cattive azioni.